# Мусультемахи
Мусультемахи (дарг. МусултӀемахьи, в пер. «Отсёлок Мусы») — село в Левашинском районе Дагестана.

## География
Расположено в 31 км к юго-западу от районного центра Леваши, в устье р. Акуша (бассейн р. Казикумухское Койсу).

## Население
| 1895 | 1926 | 1939 | 1970 | 1989 | 2002 | 2010 |
| ---- | ---- | ---- | ---- | ---- | ---- | ---- |
| 202  | ↗221 | ↗301 | ↗360 | ↘359 | ↗471 | ↗482 |
| 2021 |      |      |      |      |      |      |
| ↗502 |      |      |      |      |      |      |

## Улицы
Улицы села:
| - Школьная |

## Известные уроженцы
- Магомедкамиль Магомедов (род. в 1936) - депутат Верховного Совета РСФСР.